# 中村大治郎
中村 大治郎（なかむら だいじろう、1991年8月10日 - ）は、日本の元ラグビー選手。

## プロフィール
- 京都府出身[1]。
- ポジションはロック(LO)、ナンバーエイト(No8)。
- 身長 190cm、体重 101kg
- U20日本代表に選ばれたことがある[2]。

## 略歴
2010年、東海大仰星高校卒業後、東海大学に入る。なお東海大仰星高校時代、高校日本代表候補に選ばれたことがある。
2014年、東海大学卒業後、トヨタ自動車ヴェルブリッツに加入。
2018年、現役を引退した。